# Bunsen è una Bestia
Bunsen è una Bestia (Bunsen is a Beast) è una serie animata statunitense, creata da Butch Hartman, noto per essere il creatore delle serie, Due fantagenitori, Danny Phantom e T.U.F.F. Puppy, e prodotta da Nickelodeon.
In Italia viene trasmessa su Nickelodeon e su Rai.

## Trama
Bunsen è una bestia ruota intorno a un mostro blu di nome Bunsen, la prima bestia a frequentare la Scuola Media Muckledunk. Mikey Munroe, il suo amico umano, lo aiuta ad adattarsi alla scuola anche per dimostrare alla gente che i mostri possono coesistere pacificamente senza mangiare e senza danneggiare gli altri. Gli episodi di solito si concentrano su Bunsen che impara le attività umane o scopre una tradizione umana. Anche Mikey impara a conoscere meglio il mondo dei mostri, incontrando nuove creature ogni volta che visita la casa di Bunsen. Tuttavia una sgradevole ragazzina di nome Amanda Killman crede che Bunsen sia pericoloso e intende distruggerlo in modo che la sua specie soffra fino all'estinzione. Bunsen e Mikey devono superare in astuzia Amanda ogni volta che si presenta con un nuovo piano malefico, a volte con l'aiuto della loro amica Darcy.

## Personaggi e doppiatori

### Personaggi principali
- Bunsen Beast, voce originale di Jeremy Rowley, italiana di Gabriele Patriarca.

Una bestia che diventa amico di Mikey ed è la prima bestia a diventare uno studente in una scuola umana.
- Mikey Howars Munroe, voce originale di Ben Giroux, italiana di Manuel Meli.

Il miglior amico di Bunsen, che lo aiuta ad adattarsi alla vita nella Muckledunk. Frequenta la classe della signorina Flap con Amanda e si occupa dei problemi che si presentano tra di loro.
- Amanda Killman, voce originale di Kari Wahlgren, italiana di Antonella Baldini.

Una ragazzina molto perfida. Trama in continuazione per sbarazzarsi di Bunsen, cercando di dimostrare che le bestie e gli esseri umani non possono coesistere. Parla con una parlata biascicata e porta l'apparecchio per denti. Mikey, che al contrario sostiene Bunsen, è diventato suo nemico, anche se lei gli ha fatto i complimenti per i suoi pantaloncini marrone chiaro. Le piacciono i ragazzi in pantaloncini da ginnastica, gli uomini nei serbatoi o in divisa e i suoi giocattoli Principessa Sassafrass e la regina Elizabear. Ha un padre ricco che controlla il consiglio scolastico, e può permettersi una torre d'acqua piena di crema di acne e tangenti per paesani.
- Beverly, voce originale di Kari Wahlgren, italiana di Francesca Teresi.

L'assistente di Amanda. È una bambina in età prescolare vestita in maniera identica ad Amanda, e spesso equivoca ciò che lei le dice od ordina.

### Personaggi ricorrenti
- Darcy, voce originale di Cristina Milizia.

Un'amica di Mikey e Bunsen, studia da casa.
- Wolfie, voce originale di Kevin Michael Richardson.
- Sophie Sanders, voce originale di Kari Wahlgren.

Una ragazza nella classe di Flap che parla come una valley girl. Mikey ha una cotta per lei.
- Sig. Munroe, voce originale di Jeremy Rowley.

Il padre di Mikey.
- Sig.ra Munroe, voce originale di Kari Wahlgren.

La mamma di Mikey.
- Madre di Bunsen, voce originale di Jennifer Hale, italiana di Francesca Teresi.
- Padre di Bunsen, voce originale di Jeff Bennett.

### Personaggi secondari
- Sig.ra Flap, voce originale di Cheri Oteri.

L'insegnante di Bunsen nella Scuola Media Muckledunk. È una donna molto stravagante che compie azioni strane ad ogni episodio, come scambiare una torta per un cellulare o convincersi di essere un pony.
- Betty.

Una bruna nella classe di Flap allergica al suo sudore.
- Charlene.

Il cugino di Bunsen.
- Boodles.

Il cane invisibile di Bunsen (o come almeno lui pensa di essere).
- Bob, voce originale di Jeff Bennett, italiana di Oreste Baldini.

Un giornalista televisivo locale di Muckledunk.
- Ken, voce originale di Phil LaMarr.

Partner segnalatore di notizie di Bob.
- Generale Lance, voce originale di Jeff Bennett.

Un generale. Dopo Amanda ha cominciato gradire uomini in vasca ha depositato un ordine restrittivo contro di lei.
- Comandante Cone, voce originale di Jerry Trainor.

Un venditore di gelati. Si strugge per la sua ex fidanzata che lo ha mollato.
- Anti-Claus.

Un cattivo che cospira con Amanda.

## Produzione
L'idea di Bunsen è una bestia ha origine in un disegno di un mostro di fronte a un ragazzo che Hartman ha attirato nel 2009. Secondo un articolo pubblicato nel Variety , ha mantenuto il disegno nel suo ufficio al Nickelodeon fino a quando un dirigente della rete se ne accorse e gli ha chiesto di lanciare il concetto come un programma televisivo.  Il messaggio che "non importa chi sei, si può sempre trovare un posto per adattarsi" ispirata filo conduttore dello show di abbracciare l'integrazione.  Quando è stato chiesto in un'intervista con Heidi MacDonald's Comics Battere se lo spettacolo potrebbe essere interpretato come una metafora per 'accettare e fare amicizia con i rifugiati', Hartman ha detto che il commento sociale era ''un po '' intenzionale. L'animazione era iniziata circa un anno prima del debutto dello spettacolo.

## Episodi
L'episodio pilota negli Stati Uniti è andato in onda su Nickelodeon il 17 marzo 2016. La prima parte della serie negli Stati Uniti è andata in onda su Nickelodeon dal 20 febbraio 2017 al 14 ottobre 2017 mentre la seconda parte è andata in onda su Nicktoons dal 18 dicembre 2017 al 9 febbraio 2018.
| Stagione        | Episodi         | Prima TV originale | Prima TV italiana |
| --------------- | --------------- | ------------------ | ----------------- |
| Episodio Pilota | Episodio Pilota | 17 marzo 2016      | inedito           |
| Prima stagione  | 26              | 2017-2018          | 2017-2018         |

La sigla di testa è stata adattata in italiano e cantata da Marco Castellani.